# Vadonia eckweileri
Vadonia eckweileri là một loài bọ cánh cứng trong họ Cerambycidae.